# Wzgardzona (film 2013)
Wzgardzona (tytuł oryg. Scorned) − amerykański film fabularny z 2013 roku, wyreżyserowany przez Marka Jonesa. Fabuła filmu skupia się na losach trojga bohaterów: niestabilnej psychicznie Sadie, jej niewiernego narzeczonego Kevina oraz przyjaciółki, romansującej z Kevinem.

## Obsada
- AnnaLynne McCord − Sadie
- Billy Zane − Kevin
- Viva Bianca − Jennifer
- Doug Drucker − uciekinier z więzienia
- Marian Weage − pani Wilkes
- Jim Midock − policjant